# Прохоренко, Дмитрий Фёдорович
Дми́трий Фёдорович Прохоре́нко (3 ноября 1906, Золотоноша — 11 января 1977, Набережные Челны) — советский инженер-строитель, Герой Социалистического Труда.

## Биография
Родился в 1906 году. Украинец. В 1930—1940-х годах работал на строительстве каналов в Киеве, Москве, Приморье, Эстонии.
Член КПСС с 1944 года. В 1945 году работал начальником сооружения 2-го строительного района управления Балтвоенморстроя НКВД СССР. Занимался восстановлением гаваней и гидросооружений в Таллине.
С 1951 года работал старшим прорабом, начальником участка управления «Куйбышевгидрострой» на строительстве Куйбышевской ГЭС имени В. И. Ленина.
Позже продолжил свою деятельность в Набережных Челнах, с 1959 года работам начальником строительно-монтажного управления № 3, строил завод ячеистых бетонов и жилой посёлок при заводе. С 1965 года был главным технологом управления «Камгэсэнергострой». С 1971 года на пенсии.

## Награды
- Герой Социалистического Труда (9.08.1958).
- Награждён орденом Ленина (9.08.1958).
- Орден Красной Звезды (24.07.1945).
- медали СССР.